# دیناروند علیا
دیناروند علیا، روستایی از توابع بخش مرکزی شهرستان خرم‌آباد در استان لرستان ایران است. زبان ساکنان آن لری بالاگریوه ای می‌باشد.

## جمعیت
این روستا در دهستان کرگاه شرقی قرار دارد و براساس سرشماری مرکز آمار ایران در سال ۱۳۸۵، جمعیت آن ۹۴۰ نفر (۱۸۴خانوار) بوده است.